# Bagaya

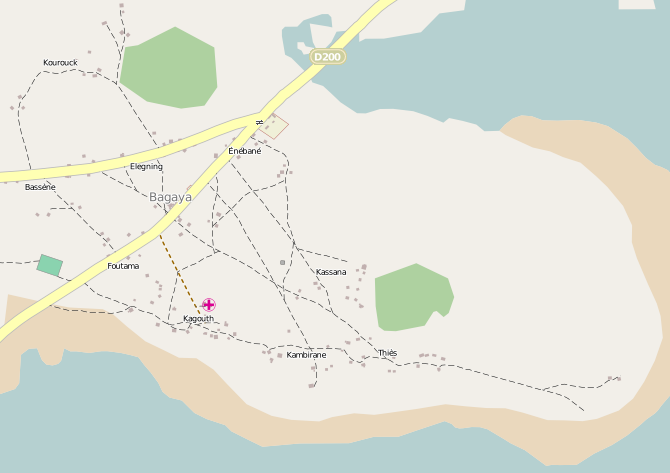
© OpenStreetMap contributors

Bagaya est un village du Sénégal situé en Casamance, sur la route de Bignona vers Elana, entre Mandégane et Diatock. Il fait partie de la communauté rurale de Balinghore, dans l'arrondissement de Tendouck, le département de Bignona et la région de Ziguinchor.
Le village comprend plusieurs quartiers et un groupe d'une vingtaine de maisons dispersées dans la brousse. Le village est entouré des rizières à côté du marigot que mène vers Bignona et aussi vers Ziguinchor par le barrage d'Affiniam pour joindre le fleuve Casamance.

## Administration

### Les quartiers
La route principale est de NE (Mandégane) à SO (Diatock). Les quartiers Énébané, Elegning, et Foutama sont situés sur la route principale. Les autres quartiers sont situés SO-O-NO ou S-SE-E relative de la route principale.
| Orientation | Quartier | Sous-quartiers            | Attraction                                          |
| ----------- | -------- | ------------------------- | --------------------------------------------------- |
| N-NE        | Énébané  | -                         | École, moulin à mil, décortiqueuse de ris, teinture |
| E           | Eléoul   | Kambirane, Kassana, Thiès | Jardin potager                                      |
| S           | Kagouth  | -                         | Maternité, dispensaire, forge                       |
| SO          | Djinia   | Elegning                  | Chef de Village, Foyer des jeunes                   |
| SO          | Djinia   | Foutama                   | Football                                            |
| SO          | Djinia   | Bassène                   | Projet agriculture                                  |
| O-NO        | Kourouck | -                         | La Reine                                            |

## Géographie

### Population
Lors du dernier recensement (2002), le village comptait 1 020 habitants et 142 ménages.
Il y a une population très jeune, mais la région manque d'infrastructures.
Beaucoup d'habitants quittent la région pour faire leur vie dans les grandes villes du pays, car il y a un manque d'écoles et d'emploi localement.

### Activités économiques
Il y a peine de l'industrie et de l'industrie alimentaire.

### Agriculture et alimentation

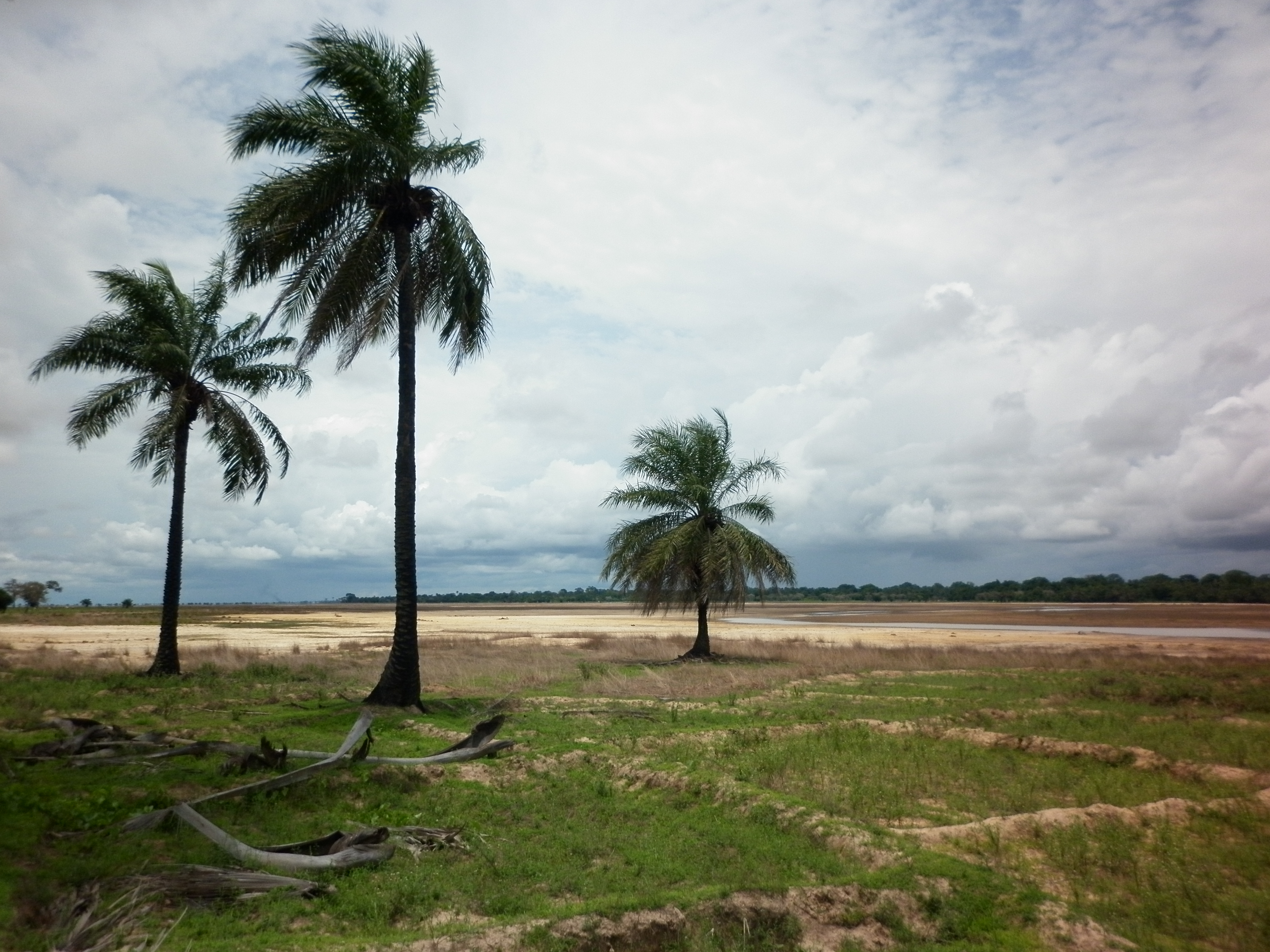
Rizières à Bagaya

Les familles sont producteurs de riz, arachides, mangues, de noix d'acajou, sorghum, manioc, huile de palme ou de noix de coco pour la consommation privée ou locale.
Des animaux comme les poules, les chèvres et les vaches sont élevés très souvent. Le lait n'est pas utilisé pour la consommation humaine, car il n'y a pas d'infrastructure frigorifique, et par manque de moyens de transport.
Les légumes ne sont ni produits ni mangés en quantité suffisante. Les repas sont assez monotones : il n'est pas rare de manger du riz deux fois par jour. Le matin, les gens mangent fréquemment le sorghum. La viande n'est consommée que pendant les fêtes.

### Climat et l'eau
Les  puits sont typiquement 20 m de profondeur. En principe, il y a au moins un puits par quartier. Les sources fournissent de l'eau pendant toute l'année. L'eau est portée sur la tête.
L'eau potable pour la cuisine et l'eau pour se laver sont mis dans des fûts séparément.
La pluie est abondante pendant la saison des pluies en juillet et août.
Le riz est planté mi-août et récolté dans la période de Noël et Nouvel an.
S'il n'y a pas suffisamment de pluie, le riz ne peut pas être planté, et la famine peut se manifester pendant la saison sèche.

## Partenariats

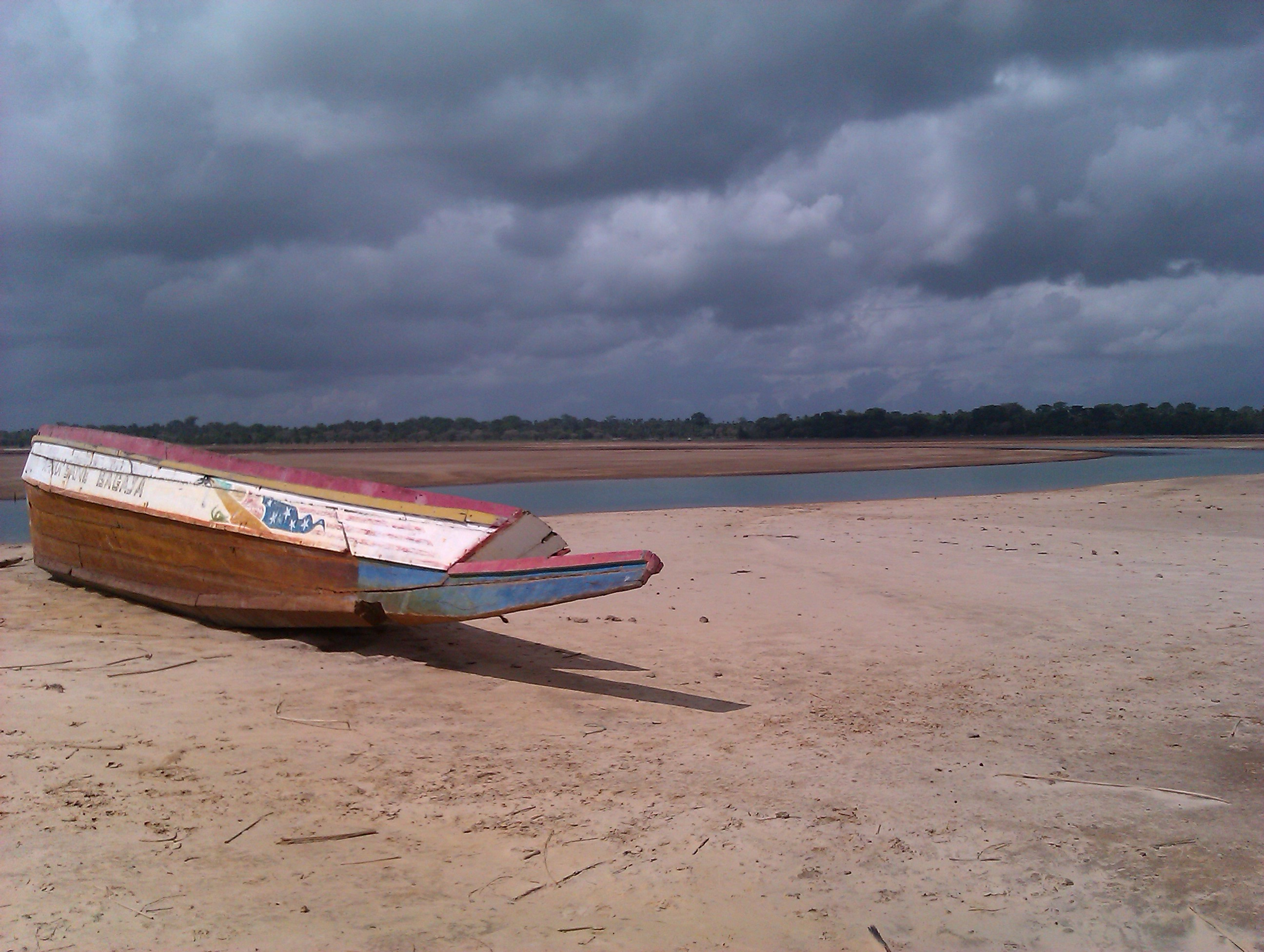
Pirogue à Bagaya

Bagaya est jumelé avec Sint-Ulriks-Kapelle (Belgique), qui soutient plusieurs projets comme : l'école, le dispensaire, la maternité, le décortiqueuse de riz, le moulin, la distribution de l'eau, la teinture, le Foyer des Jeunes.
Le grand projet des jardins de légumes est un projet intégré de développement rurale soutenu par les ONG ASRADEC, USAID et CNCD (Belgique) destiné aux villages de Bagaya, Dianki et Kartiack pour stimuler des activités d'agriculture, d’élevage, et de formation et de commercialisation de la production.
Le projet de la pirogue n'a pas abouti, parce que le transport par voiture s'est nettement amélioré au cours des dernières années. La pirogue était trop lente, trop grande, et consommait trop d'essence, donc elle n'était plus rentable. Un voyage de Ziguinchor de 80 km durait environ 8 heures, alors que 2 heures seulement sont nécessaires en voiture (à peu près 55 km). Une camionnette peut transporter 10 personnes, pour la pirogue, 50 passagers au minium sont nécessaires pour compenser pour l'achat de l'essence et les investissements.[pas clair]
À Affiniam, un barrage a été établi en 1988 en collaboration avec la Chine pour éviter que l'eau de la mer n'entre par les champs, et crée la possibilité d'irriguer.
Parce que l'eau douce ne pourrait plus couler non plus vers l'Océan Atlantique, l'eau salée s'évaporait et les champs devenaient salés. La mangrove est complètement séchée maintenant. La pêche a complètement disparu. Le poisson doit être transporté depuis 50 km de distance par camionnette.

## Culture

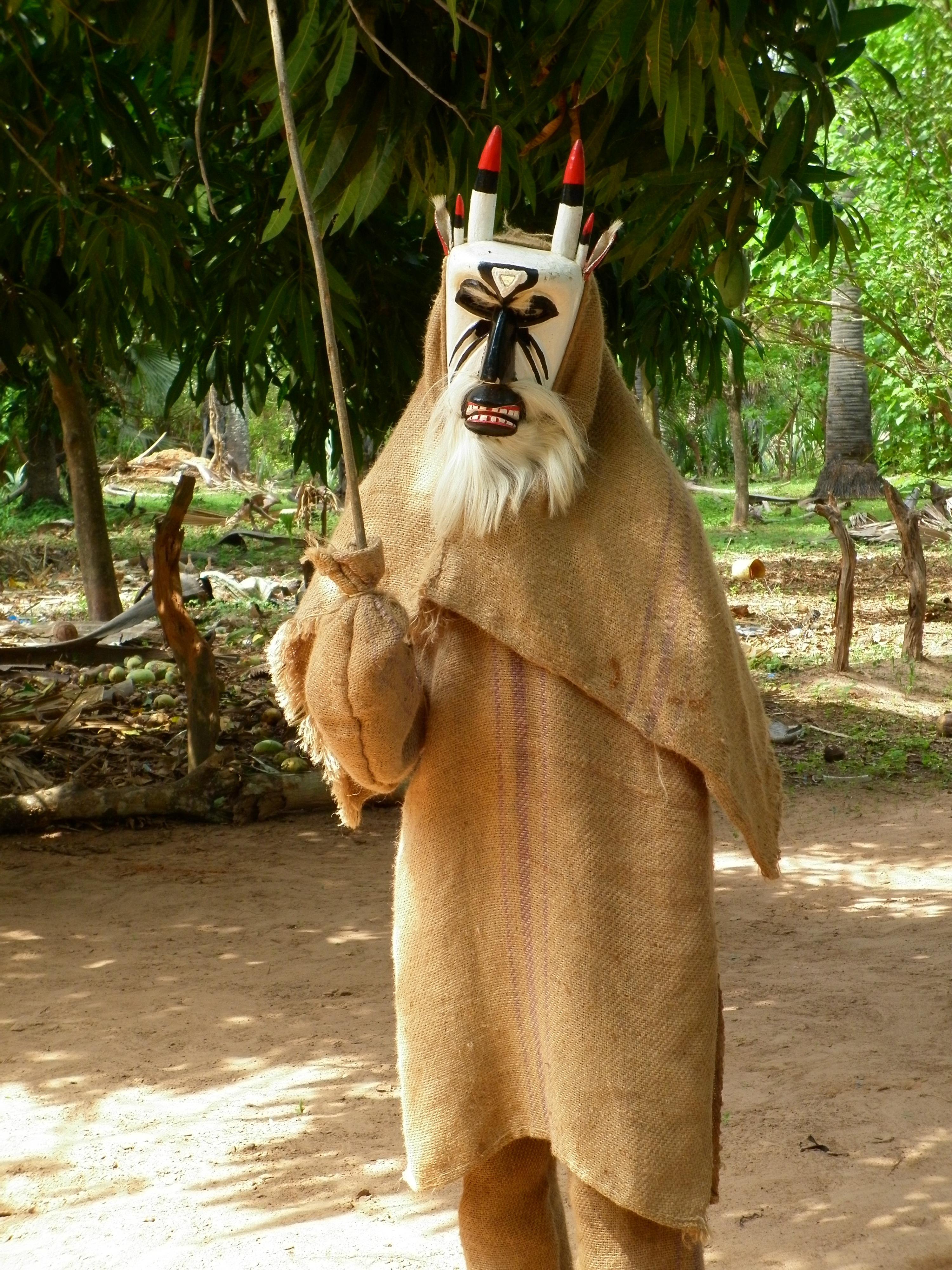
Samay

Les Diolas sont la plupart musulmans. La langue locale est le diola. Les gens éduqués parlent bien le français.
La communauté est strictement hiérarchique, et gérée par le chef de village. 
Pendant les Journées culturelles, la population danse autour des figures mythologiques masquées comme le Samay, le Kumpo, et le Niasse.

## Infrastructures

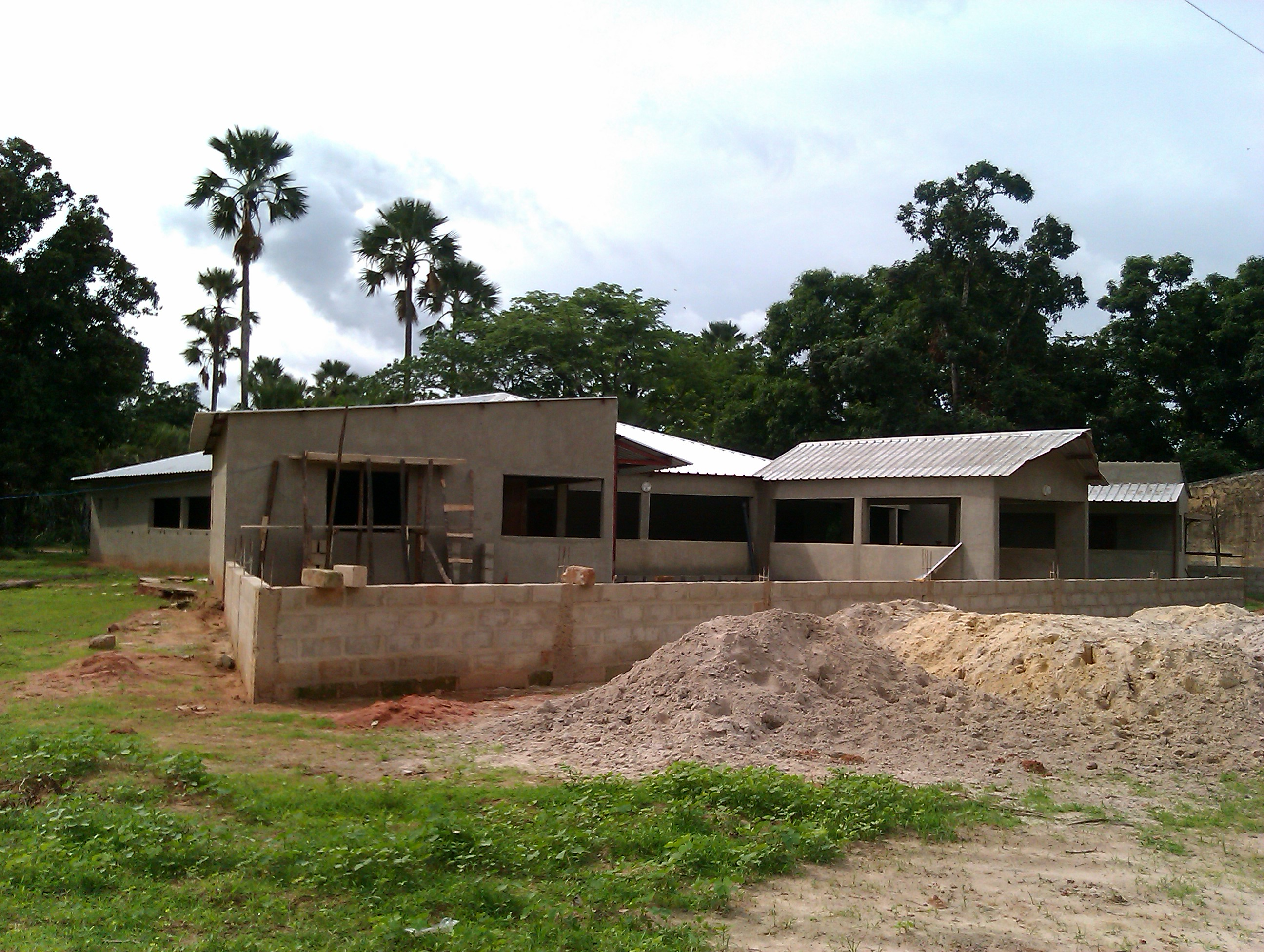
Foyer des jeunes de Bagaya

Les chemins et les bâtiments sont mal entretenus. Il n'y a pas d'électricité dans toutes les maisons.
S'il y a déjà de l'électricité, le réfrigérateur, ou la télévision ne peuvent pas être utilisés car les revenus familiaux sont insuffisants.
Chaque jour, il y a des coupures pendant 1 ou 3 heures ; souvent entre 19h00 et 23h00, parfois aussi à midi.
L'école secondaire se trouve à Bignona. Les étudiants peuvent fréquenter l'université de Ziguinchor ou l'Université Cheikh Anta Diop de Dakar.
Les gens ne sont pas assez conscients des effets des déchets sur l'environnement. Des plans devraient être développés pour récupérer des batteries ou le plastique.[pas clair]

### Santé
Il y a un dispensaire et une maternité. Les habitants sont conscients de la nécessité de l'hygiène et de traitement médical mais la médecine traditionnelle et la superstition sont encore fréquemment pratiquées.
Le village de Bagaya est situé à la lisière des rizières. Avec la remontée de la langue salée, tous les quartiers proches des rizières ont actuellement de l’eau saumâtre. Les populations de ces quartiers font des distances importantes à l’intérieur du village pour avoir de l’eau douce.

### Problèmes d’eau potable
Ainsi, dans les années 1980, le Gouvernement du Sénégal a engagé la mise en œuvre du projet Intégré de Tendouck qui concernent l’Arrondissement de Tendouck. Dans ce projet, une composante importante était destinée à l’implantation de forages pour l’approvisionnement des populations en eau potable. C’est dans ce cadre que le forage de Mandégane devant alimenter les villages de Bagaya et de Mandégane a connu un début d’exécution.
Aujourd’hui[Quand ?], 32 ans après il n’est pas encore terminé malgré les multiples promesses faites aux populations. 
Pour Bagaya, dans le partenariat avec le village belge de Sint-Ulriks-Kapelle, une opération a été enclenchée en Belgique et a abouti au paiement de tous les branchements sociaux pour toutes les maisons et les infrastructures communautaires du village depuis maintenant 4 ans.
Malheureusement aucune goutte d’eau n’est jusqu’à pas sortie du forage. Ce qui entraîne une incompréhension légitime des partenaires belges.
Le village de Bagaya ne sait plus que faire qui lui permettrait de terminer le forage afin d’éviter aux populations de boire l’eau salée des puits.

### Transport

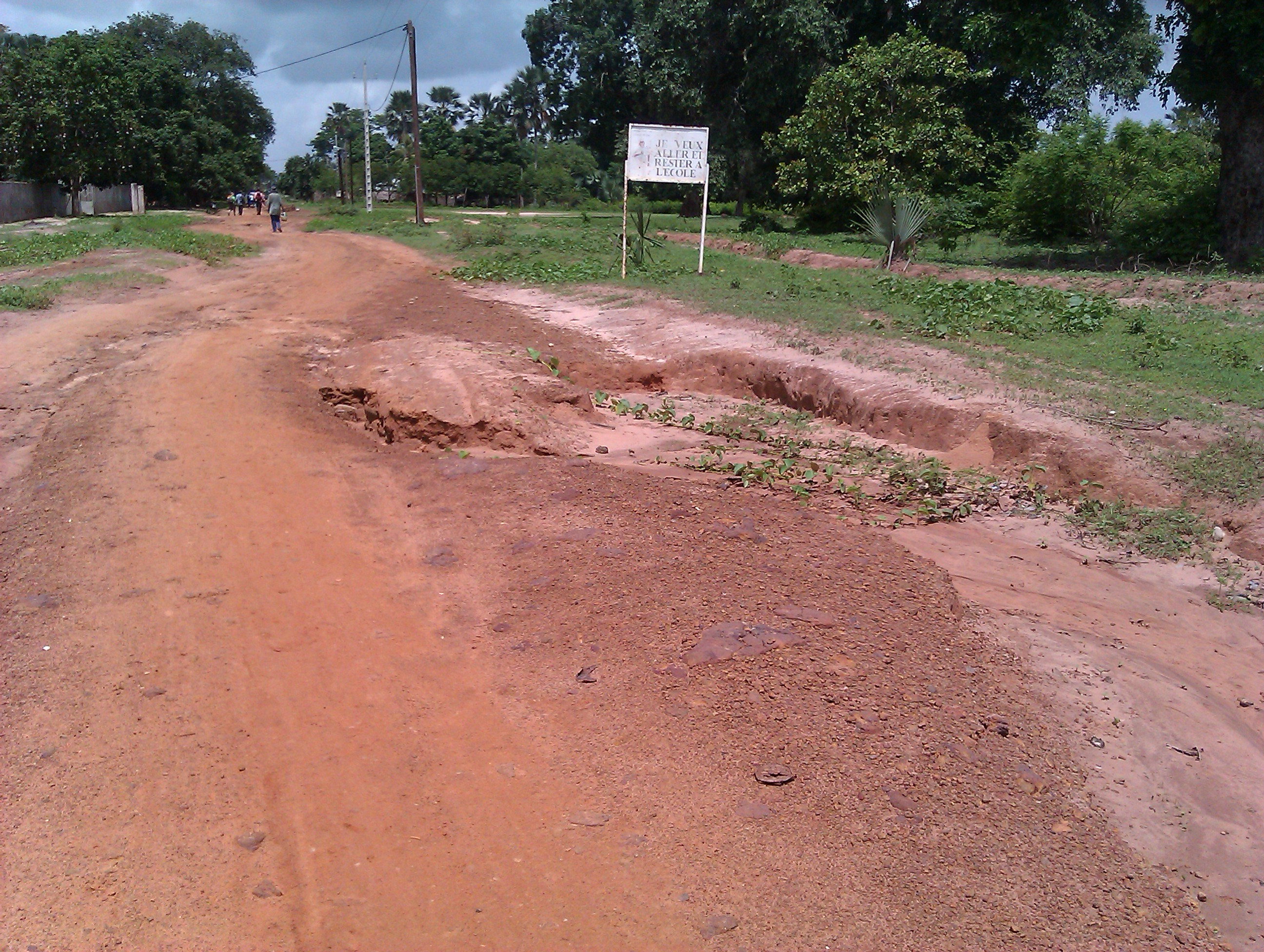
Route principale de Bagaya.

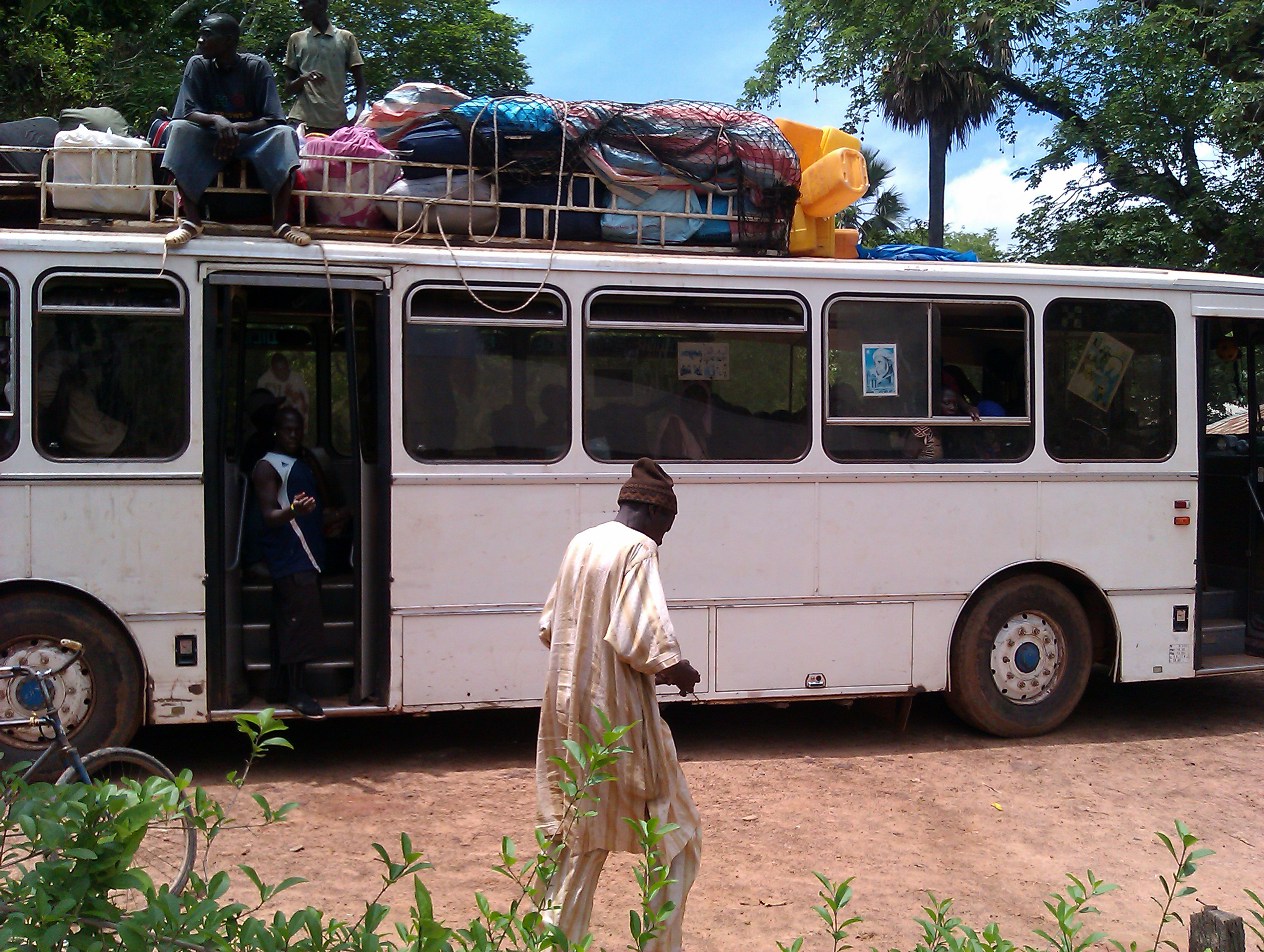
Transport public par autocar.

- 450 km par voiture sept-places de Dakar via Kaolack et Farafenni/Soma (ferry en Gambie).
- 15 heures par car ferry Aline Sitoe Diatta de Dakar à Ziguinchor à travers l'Ocean Atlantique et la Casamance (fleuve)
- Par avion national Dakar-Ziguinchor avec Sénégal Airlines
- 55 km par voiture de Ziguinchor

### Communication
Il n'y a pas d'Internet. Le téléphone classique n'est pas disponible - pourtant il y a une seule cabine téléphonique dans les environs du chef de village.
Le réseau de téléphonie mobile est disponible mais est très cher pour les habitants locaux.